# می مک‌آووی

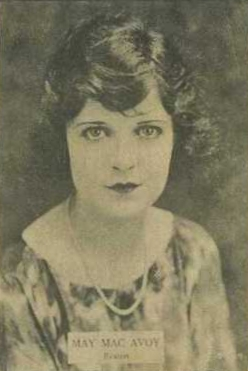

می مک‌آووی (انگلیسی: May McAvoy; ۸ سپتامبر ۱۸۹۹ – ۲۶ آوریل ۱۹۸۴) یک هنرپیشه اهل ایالات متحده آمریکا بود.

## گزیده فیلمشناسی
از فیلم‌ها یا برنامه‌های تلویزیونی که وی در آن نقش داشته‌است می‌توان به آثار زیر اشاره کرد.
- هالیوود (فیلم ۱۹۲۳) (۱۹۲۳)
- بن هور (فیلم ۱۹۲۵) (۱۹۲۵)
- بادبزن خانم ویندیرمیر (فیلم ۱۹۲۵) (۱۹۲۵)
- خواننده جاز (۱۹۲۷)
- ترور (فیلم ۱۹۲۸) (۱۹۲۸)
- بوسه سرقتی (۱۹۲۹)
- گریز (فیلم ۱۹۴۱) (۱۹۴۱)
- دو دختر و ملوان (۱۹۴۴)
- قراری با جودی (فیلم) (۱۹۴۸)
- خیابان راز (۱۹۵۰)
- بد و زیبا (۱۹۵۲)
- اتاق مدیرعامل (۱۹۵۴)
- خون‌بها! (۱۹۵۶)
- نشان عقاب (۱۹۵۷)
- راک در زندان (فیلم) (۱۹۵۷)
- بن هور (فیلم ۱۹۵۹) (۱۹۵۹)